# Tiberiu Popoviciu
Tiberiu Popoviciu (Arad, 1906. február 16. – Kolozsvár, 1975. december 29.) román matematikus, akadémikus, az informatika fejlesztésének egyik román úttörője.

## Életpályája
Aradon járt iskolába, majd Bukarestben egyetemre. Paul Montel francia matematikusnál doktorált 1933-ban. Disszertációjának címe: Sur quelques propriétés des fonctions d'une ou de deux variables réelles. Kezdetben egyetemi oktató volt Csernovicban, Bukarestben és Jászvásárban. 1946-ban a kolozsvári egyetemre került, ahol haláláig tanított. 1957-ben vezetésével alakult meg a Román Akadémia kolozsvári fiókja keretében a Számítási Intézet, amelynek igazgatója volt annak 1975-ös felszámolásáig. Ebben az intézetben hozták létre a Daccic-1 (1963) és Daccic-200 (1969) másodgenerációs számítógépeket. 1950 és 1953 között dékán is volt.

## Munkássága
A magasabb rendű konvex függvények elméletének elismert kutatója, a kolozsvári  numerikus matematikai iskola megalapítója. A Számítási Intézet igazgatójaként gyümölcsöző szakmai kapcsolatot tartott fenn a külföldi matematikusokkal, szorgalmazta az alkalmazott matematikai kutatásokat is. Igazgatóként nagy 
szerepet játszott a romániai első számítógépek megalkotásában (Daccic-1 1963-ban és Daccic-200 1969-ben).
Már 1937-ben tagja a Román Tudományos Akadémiának, majd levező tagja az 1948-ban újjáalakult Román Akadémiának, rendes tajga 1963-tól.
Hathatós közbenjárására  1959-ben újraindul a Mathematica  szakfolyóirat. Több egyetemi jegyzetet írt, és több mint 250 tudományos dolgozatot közölt.
Könyvei
- Les fonctions convexes, Hermann and Cie, Paris, 1944. 75 o.
- Analiză numerică : noțiuni introductive de calcul aproximativ, Editura Academiei, București, 1975. 236 o.

## Emlékezete
Kolozsváron az 1972-ben alakult informatikai líceum 1993-tól a nevét  viseli. Az 1990-ben újraalakult matematikai intézet is felvette a Popoviciu nevét.